# عصير البتولا

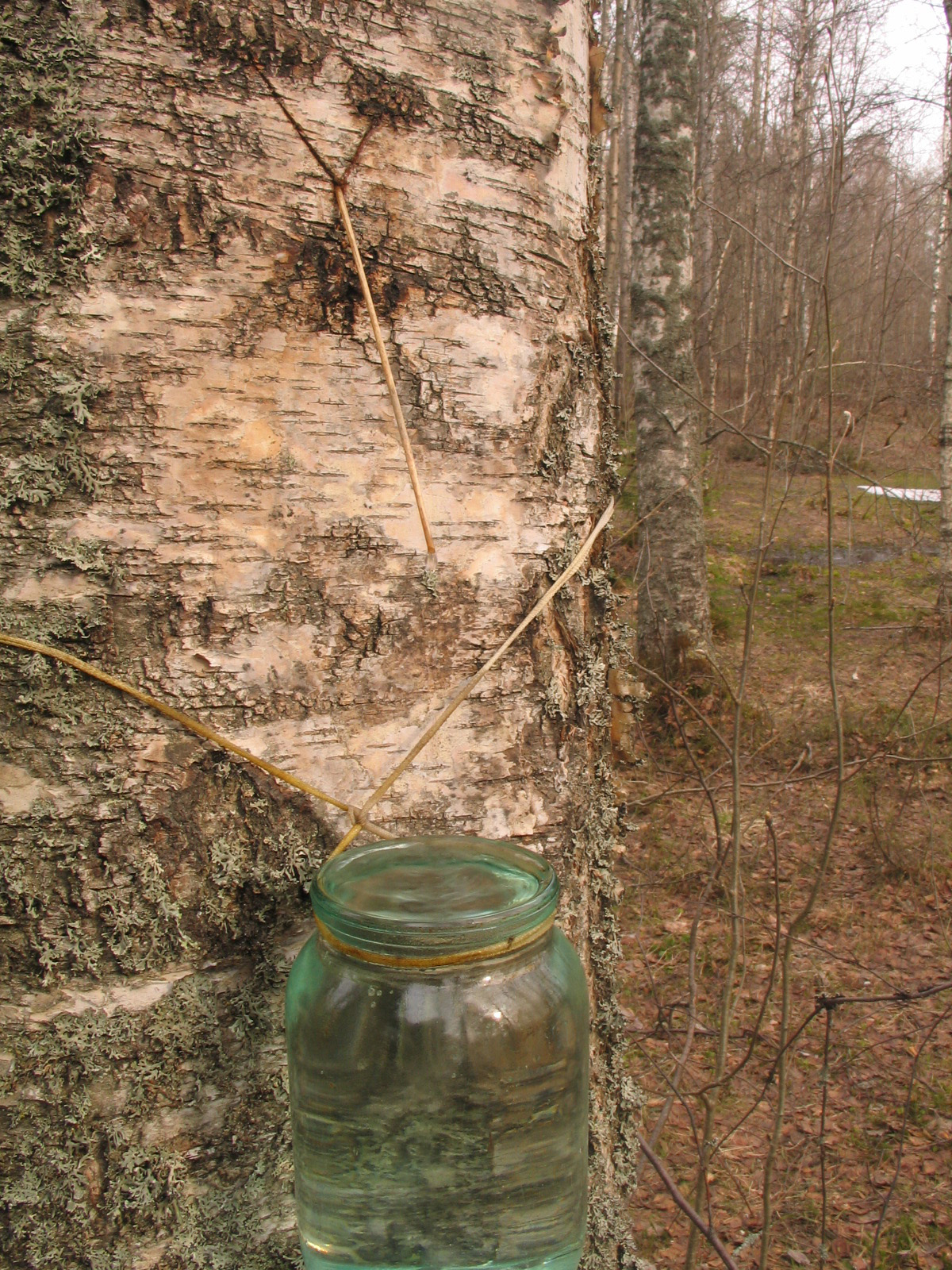
استخراج عصير البتولا

عصير البتولا أو الماء البتولي هو عصارة تُستخلص مباشرة من أشجار البتولا أو القضبان. يُمكن تناول عصير البتولا طازجًا أو مخمرًا تخميرًا طبيعيًا. عندما يكون طازجًا، يكون سائلاً وشفافًا وغير ملون، وغالبًا ما يكون حلوًا قليلاً مع قوام حريري طفيف. بعد يومين إلى ثلاثة أيام، يبدأ العصير في التخمير ويصبح الطعم أكثر حموضة. يُعدّ عصير البتولا مشروبًا تقليديًا في مناطق النصف الشمالي والشمالي النصف الكرة الأرضية وكذلك بعض أجزاء شمال الصين.